# Bitka kod Sibote
Bitka kod Sibote odvijala se 433. pr. Kr. između Korkire (Krf) i Korinta. Bitka je dovela do Peloponeskog rata. 
Korkira je bila stara korintska kolonija, koja više nije željela da ostane pod Korintom. Korkira je po mornarici bila druga po jačini u cjeloj Grčkoj. Udružila se s Atenom, dok je Korint bio saveznik Sparte. Atena je poslala 10 brodova kao pomoć Korkiri, ali s uputstvom da se upotrebe samo u slučaju iskrcavanja korintskih snaga. Korint je sakupio 150 brodova pod vodstvom Ksenoklida.
Korkira je skupila 110 brodova i odabrali su otok Sibota kao svoju bazu. Kad su korintski brodovi stigli, Korkirani su formirali liniju, s Atenjanima na desno. U korintskoj liniji nalazili su se Megarani na desno, Korinćani na lijevo, a ostali saveznici u sredini.
Obje strane su imale na brodovima hoplite sa strijelcima. 
Umjesto da brodovima napadaju i pokušaju tako potopiti protivnički brod, obje strane su nastojale da skoče na protivnički brod i da vode kopneni rat na moru. Atenski brodovi u početku nisu ušli u bitku, jer se Korinćani nisu još nastojali iskrcati.
Dvadeset Korkirinih brodova je uništilo Korintsko desno krilo i hvatalo je Korinćane do obale i logora, kojega su zapalili.
Korintsko lijevo krilo je bilo uspješnije, pa su se Atenjani uključili u bitku.
Međutim Korinćani pobjeđuju. Plove kraj svih potopljenih neprijateljskih brodova i ubijaju mnoge i zarobljavaju 1.250 vojnika.
Korkirani i Atenjani bježe natrag da brane otok. Kad su se Korinćani približili Korkiri, došlo je 20 atenskih brodova pod vodstvom Glaukona. Korinćani se povlače. Sljedećeg dana Atenjani prijete Korinćanima da ne pokušaju iskrcavanje. Korinćani se povlače. 
Obje strane su tvrdile da su pobijedile. Ubrzo poslije bitke usljedila je bitka kod Potideje, što je dovelo do formalne objave rata sa Spartom.

## Vanjske poveznice
- članak o bici kod Sibote